# Pauline Kruseman

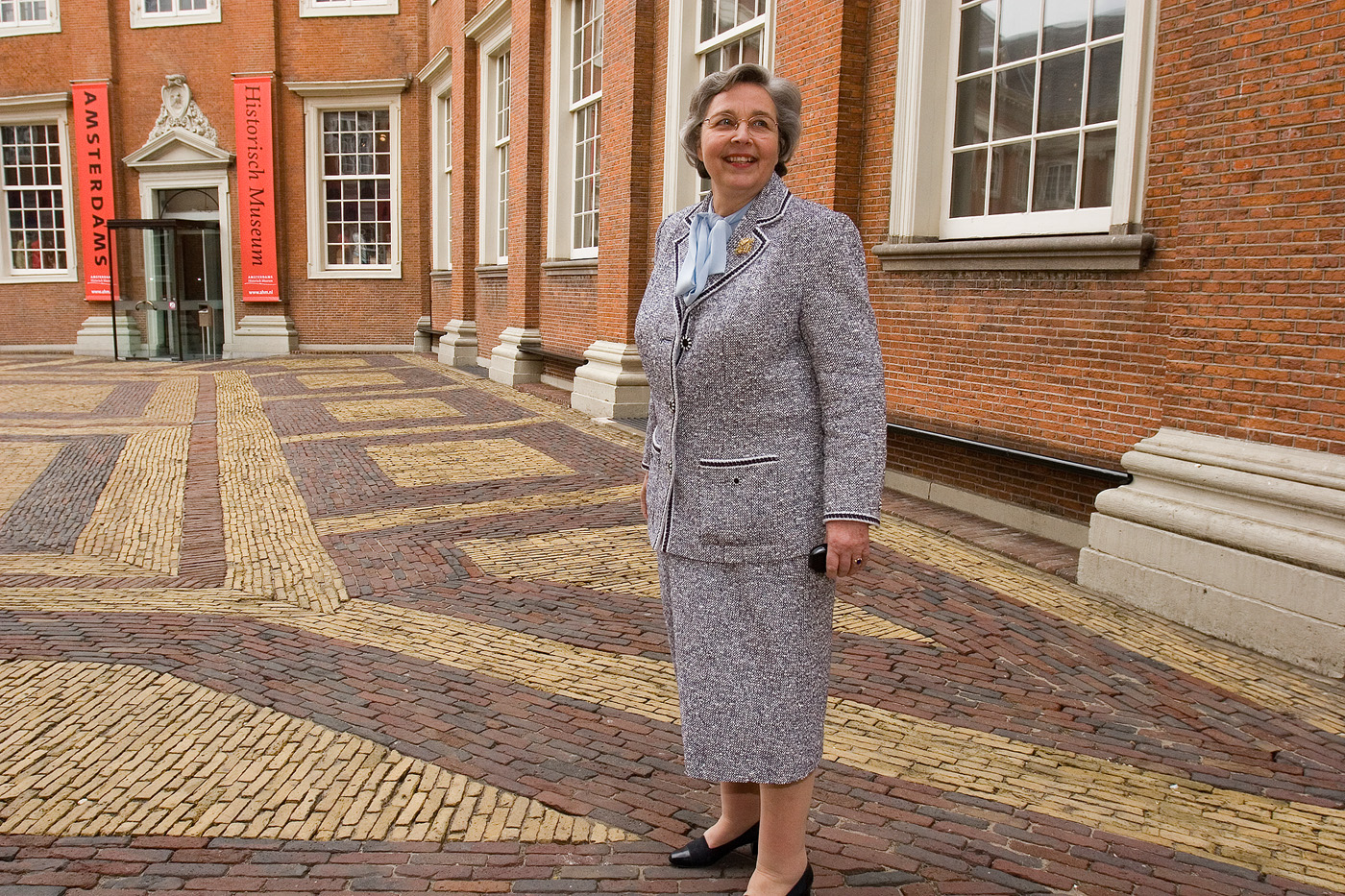
Pauline Kruseman in 2006.

Pauline Wilhelmine Kruseman (Bronxville, New York, 2 december 1942) is een Nederlands voormalig directeur en voorzitter in de museale/culturele wereld. Ze was van 1991 tot 2009 directeur van het Amsterdams Historisch Museum.

## Kinder- en jeugdjaren
Kruseman is telg uit de kunstenaarsfamilie Kruseman. Haar grootvader is de jurist Jan Kruseman. Haar ouders zijn Robert Kruseman (1908-1998) en Jeannette Helena Kruseman-van Lier (1911-1955). Ze werd in de Tweede Wereldoorlog geboren in Bronxville (NY), Verenigde Staten. Zij had daarom ook twee nationaliteiten. Kort na de oorlog, in 1946, keerde het gezin terug naar Nederland, met nog twee kinderen: Emile (1939-2019) en Heleen (1944).
Na de middelbare schooljaren op het Baarnsch Lyceum liet haar vader haar de keuze: studeren of werken. Zij koos voor het laatste en begon haar loopbaan als assistent van Max Kohnstamm bij het Comité-Monnet. Aansluitend had zij banen in Wenen en New York en ging op een wereldreis, onder andere door Oost-Azië, dankzij een legaat van een tante. Na thuiskomst kreeg zij haar eerste baan in Nederland: assistent van de directie van het Tropenmuseum.
Pauline Kruseman was gehuwd met mr. Jan Maarten Boll (1942-2020), advocaat, lid van de Raad van State en onder andere voormalig voorzitter van de Vereniging Rembrandt.

## Hoofdfuncties
- 1971-1991 Zakelijk leider en plaatsvervangend directeur van het Koninklijk Instituut voor de Tropen/Tropenmuseum.
- 1991-2009 Directeur van het Amsterdams Historisch Museum

## Nevenfuncties
- 1996-2004 Voorzitter Nationaal Comité 4 en 5 mei
- 1991-2009 Voorzitter raad van Toezicht Amsterdamse Hogeschool voor de Kunsten

Krusemans curriculum vitae telt tegen de dertig vervulde nevenfuncties, voor een groot deel in de museale/culturele wereld.

## Huidige functies
Na haar pensionering in 2009 vervult zij nog een aantal functies, waaronder:
- Vicevoorzitter Nationaal Fonds 4 en 5 mei
- Lid Raad van Toezicht Anne Frank Stichting
- Commissaris Vereniging Hendrick de Keyser
- Commissaris Vereniging Koninklijk Instituut voor de Tropen
- lid Raad van Toezicht Nationaal Museum van Wereldculturen

## Onderscheidingen
- IJ-prijs 2007[6]
- Erekruis in de Huisorde van Oranje (2007)[7]
- Officier in de Orde van Oranje-Nassau (2008)
- Gouden Museumpenning van de stad Amsterdam (2008)